# Rutana (provincie)
Rutana is een van de achttien provincies van Burundi en is in het zuidoosten van het land gelegen. Rutana heeft een oppervlakte van bijna 2000 vierkante kilometer en een inwonersaantal dat in 1999 op net geen 245.000 geschat werd. De hoofdstad van Rutana is de gelijknamige stad Rutana.

## Grenzen
Rutana grenst aan één buurland van Burundi:
- De regio Kigoma van Tanzania in het (zuid)oosten.

En aan vier andere provincies van het land:
- Ruyigi in het noorden.
- Makamba in het zuiden.
- Bururi in het westen.
- Gitega in het noordwesten.

## Communes
De provincie is verder onderverdeeld in zes gemeenten:
- Bukemba
- Giharo
- Gitanga

- Mpinga
- Musongati
- Rutana

Bubanza · Bujumbura Mairie · Bujumbura Rural · Bururi · Cankuzo · Cibitoke · Gitega · Karuzi · Kayanza · Kirundo · Makamba · Muramvya · Muyinga · Mwaro · Ngozi · Rumonge · Rutana · Ruyigi